# Casa de los lamentos (Guanajuato)
La Casa de los lamentos es una construcción histórica ubicada en la ciudad de Guanajuato, México. La edificación data del siglo XVIII; durante las décadas de 1890 y  1900 fue escenario de los crímenes de Tadeo Fulgencío Mejía, un asesino serial mexicano, organizado, sedentario y visionario motivado por la idea delirante de contactar desde el más allá a su esposa fallecida. La leyenda cuenta que la mansión es sede de múltiples fenómenos paranormales. En la actualidad sirve como museo.

## Historia
La mansión fue construida en el siglo XVIII, por orden del Marqués de San Clemente, empresario minero dueño de las minas de Cata y de Mellado; fue ideada para ser residencia de la hija de este. Durante el siglo XIX, la construcción funcionó como oficina postal hasta el año de 1890 cuando fue adquirida por Tadeo Fulgencío Mejía, un ingeniero minero que se instaló en la casa junto con su esposa María Constanza de la Rivera Olmedo.

### Crímenes de Tadeo Fulgencío Mejía
Constanza de la Rivera fue asesinada a principios de la década de 1890 en un asalto fallido, fue este evento trágico el que se dice desquició a Tadeo Mejía, bajo la idea delirante de contactar desde al más allá a su esposa fallecida consultó a una "bruja", la cual le mostró extraños rituales que incluían sacrificios humanos de hombres y mujeres jóvenes. Se desconoce cuál fue su número exacto de víctimas, pero múltiples restos óseos e, incluso, osamentas completas fueron encontradas en el sótano, se dice que muchos de los cadáveres fueron incinerados. Dentro de la mansión también se hallaron varios libros dedicados al ocultismo y la magia negra. Se cree que los rituales pudieron estar destinados al culto de la Santa Muerte.
Tadeo Fulgencío Mejía se suicidó pegándose un tiro en la cabeza, quedando impunes sus crímenes.

## Leyenda
Se dice que la casa es sitio de múltiples fenómenos paranormales, de hecho toma su nombre debido a que supuestamente es común escuchar dentro de la casa ruidos de lamentos y gritos. Los actuales propietarios relatan que es posible escuchar también el sonido de tacones.
En 2011, se efectuó en el programa televisivo "Extranormal" un reportaje de la mansión en donde supuestamente se lograron captar múltiples psicofonías y orbes.